# Stelle principali della costellazione della Macchina Pneumatica
Segue un prospetto delle stelle principali della costellazione della Macchina Pneumatica, elencate per magnitudine decrescente.